# Lipie (Rzeszów)
Pour les articles homonymes, voir Lipie.
Lipie est une localité polonaise de la gmina de Głogów Małopolski, située dans le powiat de Rzeszów en voïvodie des Basses-Carpates.